# Mucur (district)
Mucur is een Turks district in de provincie Kırşehir en telt 19.445 inwoners (2007). Het district heeft een oppervlakte van 1121,6 km². Hoofdplaats is Mucur.
De bevolkingsontwikkeling van het district is weergegeven in onderstaande tabel.
| 1997   | 2000   | 2007   |
| ------ | ------ | ------ |
| 21.194 | 24.945 | 19.445 |